# Manuel Maria Maia
Manuel Maria da Fonseca Andrade Maia, mais conhecido como Manuel Maia, (Lisboa, 1945 – Beja, 23 de Setembro de 2021) foi um arqueólogo português.

## Biografia

### Nascimento e formação
Nasceu na cidade de Lisboa, em 1945. Em 1971 concluiu uma Licenciatura em História na Faculdade de Letras da Universidade de Lisboa.

### Carreira
Coordenou um grande número de escavações arqueológicas, em colaboração com a sua esposa, Maria Pereira Maia, tendo dado um importante contributo para a história da antiga cidade de Balsa, perto de Tavira, no Algarve. Em 1995 iniciaram as escavações no local da antiga Pensão Arcada, no centro histórico de Tavira, que deveria ter sido convertida numa agência do Banco Nacional Ultramarino. Foi aqui que no ano seguinte descobriram uma famosa peça do período islâmico, conhecida como Vaso de Tavira. Posteriormente, o edifício foi convertido no Núcleo Islâmico do Museu de Tavira. A peça foi interpretada pelo casal Maia como um brinquedo, representando a cena do rapto de uma noiva por berberes, embora esta teoria tenha gerado alguma polémica.
Foram igualmente responsáveis por várias importantes campanhas arqueológicas no concelho de Castro Verde, no Alentejo, incluindo a famosa descoberta do depósito de lucernas em Santa Bárbara de Padrões, a inventariação dos locais arqueológicos no município, e a criação do Museu da Lucerna, onde na altura do seu falecimento acumulava as funções de conservador e director. Nessa altura também era dirigente da Cortiçol – Cooperativa de Informação de Cultura de Castro Verde, e mandatário da candidatura autárquica do Bloco de Esquerda para 2021.

### Falecimento e homenagens
Faleceu em 23 de Setembro de 2021, aos 76 anos de idade, no Hospital de Beja, onde já estava internado há cerca de duas semanas. Era viúvo, uma vez que a sua esposa, Maria Pereira Maia, faleceu em 2011.
A autarquia de Castro Verde emitiu uma nota de pesar, onde realçou o seu «percurso público», e a sua «forte ligação com o concelho de Castro Verde, contribuindo de forma bem visível para a definição da história local e do país». Também foi homenageado pelo professor catedrático José d’Encarnação, que lembrou a contribuição do casal Maia para o estudo da antiga cidade romana de Balsa, junto a Tavira: «deram corpo ao grande projeto de preservar a cidade romana de Balsa, em Tavira, criando um Campo Arqueológico, a designação comum na altura para as estruturas de apoio a um sítio arqueológico. Aí desenvolveram uma atividade a todos os títulos notável, podendo mesmo afirmar-se que, sem o seu entusiasmo e dedicação, de Balsa se não conheceria o que se sabe hoje». Destacou igualmente a criação do «mui singular Museu da Lucerna», e os seus trabalhos arqueológicos em Castro Verde, «que muito contribuíram para o conhecimento da ocupação romana nessa área da Lusitânia», e recordou que «foi de Manuel Maia a ideia de terem existido ‘castelos’ no início da permanência dos Romanos nesse território, como locais altaneiros destinados não apenas à defesa militar mas também à organização económica, designadamente ligada à mineração». Acrescentou que «Manuel Maia colaborou intensamente com a empresa das minas Neves-Covo, sempre procurando salvaguardar tudo o que fosse possível. Deve-se-lhe – e a Maria Maia – muito do que se sabe acerca do depósito votivo de Santa Bárbara de Padrões, onde – em seu entender (e não só) – se deverá localizar a cidade romana de Arandis».